# Parafia Trójcy Przenajświętszej w Okocimiu
Parafia Trójcy Przenajświętszej w Okocimiu – parafia rzymskokatolicka, znajdująca się w diecezji tarnowskiej, w dekanacie Brzesko.
Proboszczem od 2007 do 16 maja 2025 był ks. dr hab. Wiesław Pieja. Od sierpnia 2025 proboszczem parafii jest ks. Janusz Faltyn.  

## Historia
Kościół parafialny pw. Trójcy Przenajświętszej w Okocimiu został wybudowany  w latach 1884–1885. To świątynia w stylu neogotyckim. W podziemiach pochowani są członkowie rodziny Goetzów – fundatorów kościoła.